# Henri Fromageot
Henri Fromageot est un juriste et diplomate français.

## Biographie
Il étudie le droit aux universités de Paris, de Leipzig et d'Oxford. En 1891, il termine ses études par un doctorat à la faculté de droit de Paris, où il reçoit une médaille d'or pour ses résultats académiques ainsi qu'aux examens nationaux comparatifs. Dans les années qui suivent, il est longtemps conseiller juridique du ministère des Affaires étrangères, qui lui confie également diverses missions diplomatiques. En outre, il participe à diverses conférences internationales en tant que délégué de son pays d'origine, notamment à la Seconde conférence de La Haye en 1907, à la Conférence de la paix de Paris en 1919 et aux réunions de l'Assemblée, du Conseil et de divers Commissions de la Société des Nations à partir de 1920. Il est également membre de la Cour permanente d'arbitrage de La Haye et est membre ou conseiller de divers tribunaux d'arbitrage et commissions de conciliation pour le règlement des conflits internationaux.
Le 19 septembre 1929, il est élu juge à la Cour permanente de justice de la Cour internationale de justice (CIJ), à laquelle il avait précédemment appartenu en tant que juge ad hoc. Il succède à son compatriote André Weiss, décédé auparavant en fonction, et sert initialement pour la durée de son mandat restant jusqu'au 31 décembre 1930. Lors des élections régulières des juges du 25 septembre 1930, il est réélu pour neuf ans supplémentaires, son mandat a commencé le 1er décembre 1930 janvier 1931. La prochaine élection prévue des juges n'ayant pas eu lieu en raison du début de la Seconde Guerre mondiale, il est resté en fonction jusqu'à la fin de la Seconde Guerre mondiale, même si les activités de la Cour permanente de Justice internationale avaient déjà été interrompues en 1942 en raison de la guerre. Il démissionne en juin 1945 pour des raisons d'âge et de santé et décède quatre ans plus tard dans sa ville natale de Versailles.
Son legs se trouve dans les archives du ministère des Affaires étrangères.

## Publications
- Notre visite au Parlement russe (1910)
- L'Arbitrage des baux perpétuels au Japon : les faits, la procédure d'arbitrage, l'argumentation réciproque, la sentence du 22 mai 1905 (1905)
- Les conditions de la nationalité des navires d'après la législation des différents pays maritimes (1903)
- Congrès maritime international. Conférence de Hambourg, 25-28 septembre 1902 (1902)
- Le Droit de pavillon pour les navires de commerce, loi allemande du 22 juin 1899 déterminant les conditions exigées des navires pour qu'ils soient autorisés à porter le pavillon allemand (1901)
- Code disciplinaire et pénal pour la marine marchande, avec introduction, annoté et suivi d'une table analytique des matières (1901)
- Mémoire sur l'organisation et le rôle des associations ouvrières et marchandes en Chine (1897)
- Code maritime britannique... (traduction, 1896)
- Étude sur les pouvoirs des commissions politiques d'enquête en Angleterre (1893)
- Étude de droit maritime comparé. Le congrès international de droit maritime de Gênes (1893)
- De la Faute comme source de la responsabilité en droit privé (1891)
- Droit romain : sur le développement historique de l'"Actio injuriarum" en droit privé romain. Droit français : de la double nationalité des individus et des sociétés (1891)
- De la Loi applicable aux obligations et spécialement à la responsabilité résultant pour les armateurs des contrats d'affrètement par charte-partie ou par connaissement

## Sources
- "Biographical Notes Concerning the Judges and Deputy-Judges. M. Henri Fromageot". In: Seventh Annual Report of the Permanent Court of International Justice. A.W. Sijthoff's Publishing, Leiden 1931, S. 26/27
- June K. Burton: "Fromageot, Henri-Auguste". In: Warren F. Kuehl (Hrsg.): Biographical Dictionary of Internationalists. Greenwood Press, Westport 1983